# Sundy Wongderree
Sundy Wongderree (thailändisch ซัลดี้ วงษ์เดอรี; * 27. Mai 1998) ist ein thailändischer Fußballspieler.

## Karriere
Sundy Wongderree erlernte das Fußballspielen in der Jugendmannschaft von Muangthong United. Bei dem Klub aus Pak Kret, einem nördlichen Vorort der Hauptstadt Bangkok, unterschrieb er 2018 auch seinen ersten Profivertrag. Die Hinserie 2018 wurde er an den Udon Thani FC ausgeliehen. Der Club aus Udon Thani spielte in der zweiten Liga, der Thai League 2. 2019 absolvierte er zwei Erstligaspiele für Muangthong. Sein Erstligadebüt gab er am 26. Februar 2020 (3. Spieltag) im Auswärtsspiel gegen den Rayong FC. Hier wurde er in der 68. Minute für Korrawit Tasa eingewechselt. In seinem ersten Spiele schoss er auch sein erstes Ligator. In der 90.+3 schoss er das Tor zum 3:0 Endstand. Ende Dezember 2020 wechselte er auf Leihbasis nach Trat zum Ligakonkurrenten Trat FC. Am Ende der Saison 2020/21 musste er mit Trat als Tabellenvorletzter in die zweite Liga absteigen. Im Juni 2021 wechselte er wieder auf Leihbasis nach Bangkok zum Zweitligisten Kasetsart FC. Für den Hauptstadtverein bestritt er 24 Zweitligaspiele. Die Saison 2022/23 wurde er an den Drittligisten Kasem Bundit University FC ausgeliehen. Mit dem Klub spielte er 17-mal in der Bangkok Metropolitan Region der Liga. Im Sommer 2023 kehrte er zu Muangthong zurück. Hier wurde sein Vertrag jedoch aufgelöst. Nach kurzer Vereinslosigkeit nahm ihn im Dezember 2023 der Drittligist Kasem Bundit University FC wieder unter Vertrag.